# Giottino

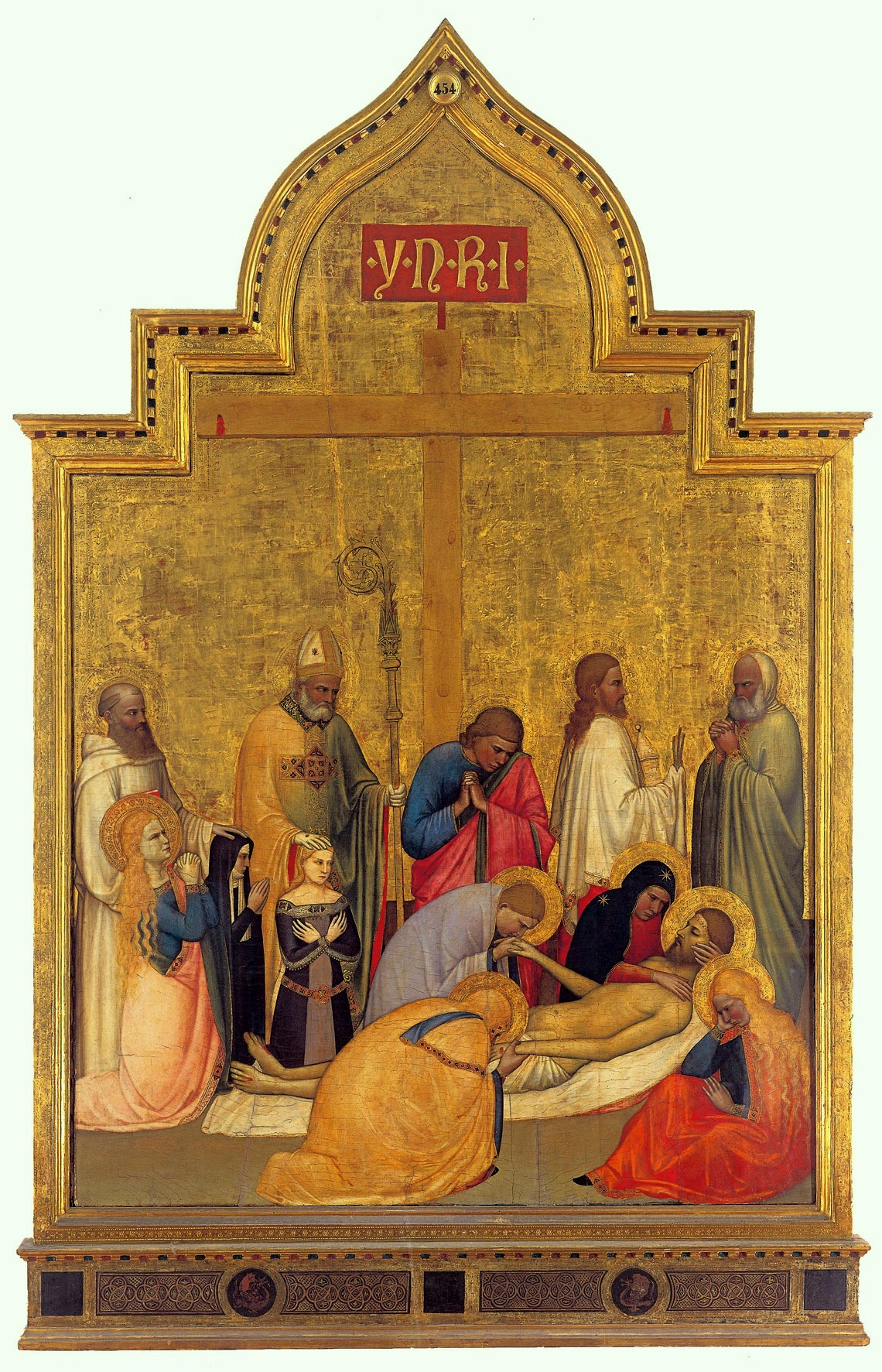
Pietà van San Remigio. ca. 1365, Tempera op hout, 195 x 134 cm, Galleria degli Uffizi, Florence

Giottino (Florence, 1324 - aldaar, 1357) was een Florentijnse schilder uit de school van Giotto. Zijn bekendste werken zijn de fresco's in de Santa Croce, een van de belangrijkste kerken in Florence. Ook de fresco's over het leven van Nicolaas van Myra in de San Francesco te Assisi worden aan Giottino toegeschreven.
- Gemeinsame Normdatei: 118983342
- Nationale Bibliotheek van Tsjechië: jo20241235556
- Virtual International Authority File: 20480559
- WorldCat: E39PBJtmypfXrtx9Gb4Y73MXVC